# Marinus van Vrijbergen
Marinus van Vrijbergen (1657-1711) – holenderski dyplomata.
Od 1701 roku do śmierci w 1711 pełnił funkcję holenderskiego rezydenta w Londynie. W jego misji pomagał mu René de Saunière de l’Hermitage (1653-1729). Sekretarzami Vrijbergena w Londynie byli Benjamin Bertin (zm. 1721) i Jan Pieter Ravens, a jego agentem w Hadze - Johan Hallungius.
Od 1682 roku jego żoną była Angielka Anna Gibson. W 1683 roku urodziła im się córka, Elisabeth, którą Vrijbergenowie wydali za brytyjskiego pułkownika Thomasa Kennedy’ego.